# 克鲁扎利亚
克鲁扎利亚是巴西圣保罗州的一个市镇。总面积149.173平方公里，总人口2365人，人口密度15.9人/平方公里。